# Un detective alla Bixler High
Un detective alla Bixler High (Bixler High Private Eye) è un film TV statunitense prodotto nel 2018, mandato in onda il 21 gennaio 2019 su Nickelodeon. In Italia è stato trasmesso su Nickelodeon il 25 aprile 2019.

## Trama
Xander Dewitt è un adolescente curioso con un talento per risolvere i misteri. Le sue abilità di investigatore vengono messe alla prova quando suo padre, Russell, un giorno parte per lavoro e svanisce senza lasciare traccia. Frustrato dai suoi tentativi di trovare suo padre, la madre di Xander lo manda a vivere con suo nonno, un investigatore privato in pensione. È nella città natale di suo padre che Xander trova un vantaggio sorprendente nel caso e crea una partnership inaspettata, Kenzie Messina, una giornalista investigativa del giornale della scuola.

## Cast
- Jace Norman nel ruolo di Xander Dewitt
- Ariel Martin nel ruolo di Kenzie Messina
- Samiyah Womack nel ruolo di Cara Jean
- Ed Begley Jr. nel ruolo di Charlie Dewitt
- Mike C. Nelson nel ruolo dello sceriffo Mundy
- David Clayton Rogers nel ruolo di Jack Finn

## Accoglienza
Un detective alla Bixler High è stato recensito positivamente dai giornalisti di Kidsday per Newsday.com, che gli ha assegnato un punteggio di 5 su 5.